# La Frette (Isère)
Pour les articles homonymes, voir La Frette.
La Frette est une commune française située dans le département de l'Isère en région Auvergne-Rhône-Alpes.

## Géographie

### Situation et description
Située entre Lyon, Grenoble, Valence et Bourgoin-Jallieu, dans le secteur du Bas Dauphiné, en Isère, le village s'est principalement développé dans la plaine de la Bièvre le long de l'ancienne route nationale.

### Géologie
Le territoire de La Frette est positionné dans la plaine de Bièvre-Valloire, une large vallée ouverte entre celle de l'Isère et le cours du Rhône et dont la forme régulière en auge à fond plat suggère une origine glaciaire, ce que confirme la présence de dépôts morainiques.

### Climat
Pour des articles plus généraux, voir Climat d'Auvergne-Rhône-Alpes et Climat de l'Isère.
En 2010, le climat de la commune est de type climat des marges montargnardes, selon une étude du Centre national de la recherche scientifique s'appuyant sur une série de données couvrant la période 1971-2000. En 2020, Météo-France publie une typologie des climats de la France métropolitaine dans laquelle la commune est exposée à un climat de montagne ou de marges de montagne et est dans la région climatique  Alpes du nord, caractérisée par une pluviométrie annuelle de 1 200 à 1 500 mm, irrégulièrement répartie en été. 
Pour la période 1971-2000, la température annuelle moyenne est de 10,8 °C, avec une amplitude thermique annuelle de 17,5 °C. Le cumul annuel moyen de précipitations est de 1 081 mm, avec 9,9 jours de précipitations en janvier et 6,7 jours en juillet. Pour la période 1991-2020, la température moyenne annuelle observée sur la station météorologique de Météo-France la plus proche, « Grenoble-Saint-Geoirs », sur la commune de Saint-Étienne-de-Saint-Geoirs à 6 km à vol d'oiseau, est de 11,5 °C et le cumul annuel moyen de précipitations est de 915,1 mm,. Pour l'avenir, les paramètres climatiques de la commune estimés pour 2050 selon différents scénarios d'émission de gaz à effet de serre sont consultables sur un site dédié publié par Météo-France en novembre 2022.

### Voies de communication
La Frette est traversée par la route départementale D 1085 (ancienne route nationale 85) qui relie Lyon à Grenoble par Bourgoin-Jallieu.

## Urbanisme

### Typologie
Au 1er janvier 2024, La Frette est catégorisée bourg rural, selon la nouvelle grille communale de densité à sept niveaux définie par l'Insee en 2022.
Elle appartient à l'unité urbaine d'Apprieu-Le Grand-Lemps, une agglomération intra-départementale regroupant cinq  communes, dont elle est une commune de la banlieue,,. La commune est en outre hors attraction des villes,.

### Occupation des sols
L'occupation des sols de la commune, telle qu'elle ressort de la base de données européenne d’occupation biophysique des sols Corine Land Cover (CLC), est marquée par l'importance des territoires agricoles (78,1 % en 2018), en diminution par rapport à 1990 (79,2 %). La répartition détaillée en 2018 est la suivante : 
terres arables (38,7 %), prairies (24,9 %), zones agricoles hétérogènes (14,5 %), forêts (14,2 %), zones urbanisées (7,7 %). L'évolution de l’occupation des sols de la commune et de ses infrastructures peut être observée sur les différentes représentations cartographiques du territoire : la carte de Cassini (XVIIIe siècle), la carte d'état-major (1820-1866) et les cartes ou photos aériennes de l'IGN pour la période actuelle (1950 à aujourd'hui).

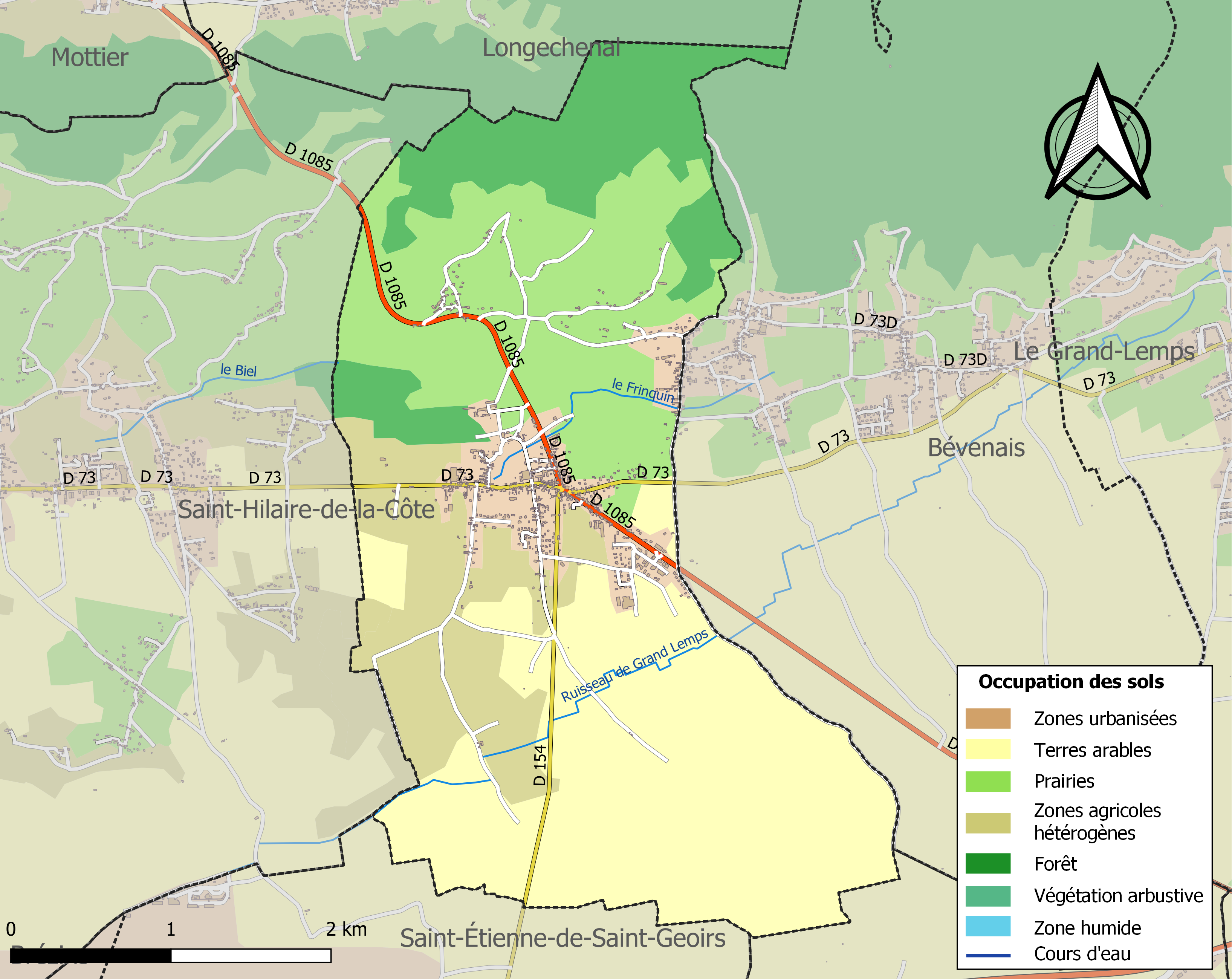
Carte des infrastructures et de l'occupation des sols de la commune en 2018 (CLC).

### Risques naturels et technologiques

#### Risques sismiques
L'ensemble du territoire de la commune de La Frette  est situé en zone de sismicité n°3  dite modérée (sur une échelle de 1 à 5), comme la plupart des communes de son secteur géographique.
| Type de zone | Niveau            | Définitions (bâtiment à risque normal) |
| ------------ | ----------------- | -------------------------------------- |
| Zone 3       | Sismicité modérée | accélération = 1,1 m/s2                |

## Histoire

### Seigneurs et châtelains de La Frette
Au siècle dernier, Rivoire de la Batie a fait dans l’Armorial du Dauphiné, l’inventaire des principales familles nobles de la région. En se basant sur ses travaux, on trouve cinq maisons de seigneurs et châtelains de La Frette : les Vehier, les Louvat, les Virieu-Pointières, les Emé de Marcieu et les Berger de la Villardière.
Les Vehier (1355)
Une des mentions les plus anciennes de cette famille remonte à 1299, lorsque le dauphin Humbert Ier donna en fief, à Guigues Vehier, des terres dans les environs de Roybon. Dans les registres paroissiaux et d'état civil de La Frette, c'est un nom (Sillans) que l'on rencontre en permanence. Son origine est incertaine, mais on est tenté de le lier à la fondation même de La Frette. Ainsi après la formation du village dans les années qui suivirent 1355, les premiers seigneurs de La Frette furent les Vehier, déjà seigneurs de Sillans. Aymar Vehier possédait à La Frette en 1400, une maison forte. Il se peut que les Vehier aient installé à La Frette des paysans de Sillans qui furent baptisés par les autres habitants du village, du nom de leur origine. Cette hypothèse n'a rien d'invraisemblable.
En 1372, Sibuet Vehier était seigneur de Sillans. Enfin, Aymar Vehier possédait en 1400, une maison forte à La Frette. Ce castel se trouvait probablement derrière le château actuel, au lieu-dit le Vieux Château. Un bosquet de sapins en marque encore aujourd’hui l’ancien emplacement.
Les Louvat (1540)
Rivoire de la Batie place à l’origine de cette maison, Arthaud Louvat, seigneur de Bocsozel et gouverneur de La Côte Saint-André, qui vivait en 1291. Jacques de Louvat et son frère Charles de Louvat étaient seigneurs de La Frette en 1540. Arthaud de Louvat était seigneur de La Frette et d’Eclose en 1576. Le seigneur de Passins, François de Louvat, qui vivait en 1580, était appelé le capitaine La Frette. Par le mariage de Louise de Louvat, dame de La Frette, avec Jacques de Virieu-Pointières, la terre de La Frette passe, au début du XVIIe siècle, entre les mains de la famille de Virieu.
De l’ancienne maison forte de La Frette, il ne restait rien à l’époque. Elle avait sans doute été détruite pendant les guerres de religion. C’était le point de vue que défendait à la fin du siècle dernier Octave Chenavaz dans La notice historique sur la maison patrimoniale de Mandrin. Selon Mlle de la Villardière, les Louvat s’étaient convertis au protestantisme.
Pendant les guerres de religion, François de Beaumont, baron des Adrets, mit souvent à feu et à sang à la région. Comme on a retenu que le baron des Adrets était né au château de La Frette en Dauphiné, plusieurs historiens mal renseignés ont fait naître le personnage dans le village. C’est absolument faux : le château de La Frette où serait né François de Beaumont se trouvait au Touvet dans le Grésivaudan.
Les Virieu-Pointières (1600)
Vieux château de Virieu (vers l’an 1010). La maison de Virieu est sans contredit une des plus anciennes et des plus illustres de la province, où elle tenait déjà un rang considérable dès le commencement du XIe siècle.
À l’origine de cette famille, on retrouve Guiffrey, sire de Virieu, qui vivait en l’an 1010. La maison de Virieu se divise en de nombreuses branches. Les Virieu-Pointières sont eux-mêmes issus des Virieu-Pupetières. Pointières est le château de Gillonay et Pupetières celui de Châbons. À l’origine des Virieu-Pointières se trouve Aymar de Virieu, fils de Claude de Virieu, seigneur de Pupetières, qui combattit à Pavie en 1525 aux côtés du roi François Ier. En épousant Louise de Louvat, Jacques de Virieu-Pointières devint seigneur de La Frette au début des années 1600.
Ce sont les Virieu-Pointières qui ont fait construire l’actuel château de La Frette, jumeau du château de Gillonay. En 1688, André de Virieu est seigneur de Pointières et La Frette. Vers 1750, la branche des Virieu-Pointières s’éteint avec André de Virieu, capitaine de gendarmerie, mort sans postérité.    
Les Emé de Marcieu (1750)
Les Emé de Marcieu ont été les derniers seigneurs de La Frette. La terre de La Frette paraît avoir été pour eux simplement une source de revenus parmi bien d’autres. Il est peu probable qu’ils aient habité le château, qui se trouvait au sortir de la Révolution en fort mauvais état car laissé à l’abandon.
Parmi les membres les plus illustres de cette famille, on trouve Pierre Emé, comte de Marcieu, lieutenant général des armées du roi, gouverneur de Valence et commandant en chef du Dauphiné, qui mourut en 1778. Pierre-Louis Emé, comte de Marcieu et de Boutières qui mourut en 1804, se distingua aussi comme lieutenant général des armées du roi, gouverneur de Valence, puis de Grenoble et de la vallée du Grésivaudan et comme commandant de la division du Dauphiné.
Dans les registres paroissiaux de La Frette, on ne trouve pas d’actes qui concernent les Emé de Marcieu. En revanche, il est souvent question avant la Révolution de Michel Blaise Douillet « fermier général de M. le marquis de Marcieu » (baptême du 11 décembre 1786). Le 31 mai 1788 est baptisée par le curé Ravarein, dans l’église de La Frette, Hélène Pétronille Douillet fille de « sieur Michel Blaise Douillet et de demoiselle Marie Picot de la Buissonière ».
Le parrain est « sieur Jean-Baptiste Picot La Baume, avocat en la cour » et la marraine « dame Hélène Quérenet, veuve de messire Maître Joseph Marie Picot La Buissonière, avocat en la cour ». C’est certainement Michel Blaise Douillet et son épouse qui habitaient le château de La Frette avant 1789. Michel Blaise Douillet est le premier maire de La Frette. Mais il a probablement quitté assez rapidement La Frette car dans la suite de la Révolution, on ne trouve plus de mentions de lui ou de sa famille dans les actes d’état civil.
Les Berger de la Villardière (1800)
La famille des châtelains actuels de La Frette est originaire de Bizonnes. Elle tire son nom de la terre de La Villardière situé sur cette commune.
À Bizonnes, se trouve aujourd’hui encore une bâtisse pleine de charme appelée « le château de la Villardière ». Elle fut la demeure des ancêtres des châtelains actuels de La Frette. Une des traces les plus anciennes qui existe dans les registres paroissiaux de Bizonnes, des Berger de la Villardière est celle laissée par Joseph Berger « marié vers 1700, avec Pétronille Châtillon ou Chastillon de Vienne, fille d’un avocat distingué de cette ville ». Lors du décès de Joseph Berger en 1757, le curé de Bizonnes fait l’éloge suivant du défunt :
« Le douzième mars mille sept cent cinquante-sept a été inhumé dans la nef de l’église, sieur Joseph Berger, bourgeois et secrétaire greffier de la communauté, lequel a toujours mené une vie exemplaire et a conservé l’amour qu’il avait pour son Dieu jusqu’au dernier soupir de la vie, par les actes de contrition, de résignation et d’amour de Dieu qu’il a sans cesse produits dans le cours de sa dernière maladie qui a été d’assez longue durée ; il était âgé d’environ soixante et dix-huit ans et décédé au jour d’hier… ».
Dans le numéro 21, publié en 1990, de la revue Généalogie et Histoire a été publiée la généalogie agnatique de la famille Berlioz, réalisée en 1903, par Albert Desplanges. On y trouve mention d’Elisabeth (Isabeau) Berger-Lavillardière, mariée en 1727 avec Claude Berlioz (1694-1766), arrière-grand-oncle du compositeur Hector Berlioz. Le premier né d’Elisabeth Berger-Lavillardière est une fille née en 1729 et prénommée Pétronille Marthe.
Parmi les enfants de Joseph Berger, on trouve Claude Berger de la Villardière, qui fut avocat au parlement de Grenoble. Il épousa en 1747 à Saint-Jean-de-Bournay, Françoise Tholon de Vatières, qui lui apporta en dot les terres de Montseveroux, de Cour et de Buis. Au château de Montseveroux (entre Beaurepaire et Vienne), on trouve dans la liste des propriétaires de l’édifice, mention de Claude Berger de la Villardière et de son fils aîné aussi prénommé Claude, qui furent les deux derniers seigneurs de Montseveroux, Cour et Buis.
Ce fut Étienne, le fils cadet de Claude Berger de la Villardière et de Françoise Tholon de Vatières, qui acheta le château de La Frette, après la Révolution. Étienne Berger de la Villardière acquit le château de La Frette, mais ne devait jamais l’habiter. Il meurt à Livourne en Italie en 1805, avant d’être entré en possession de sa nouvelle demeure. Trois ans plus tôt, il avait épousé à Lyon, Marie Henriette Antoinette Robert du Gardier. Cette dernière lui a donné un fils Charles Antoine Arthus né en 1803. C’est donc Henriette Robert du Gardier et qui s’installent au château de La Frette au début du siècle dernier.
De nombreux liens de parenté unissent Mme de la Villardière aux meilleures famille des environs. En particulier, sa belle-sœur, Anne Antoinette Berger de la Villardière, réside à Champier, où elle est d’abord l’épouse de Joseph Gerbollet du Châtelard. Puis, veuve elle se remarie avec Benoît de Miribel de la Grotte de Septème, qui est maire de Champier de 1808 à 1814 (Histoire de Champier et de sa région par Gaston Laurencin). Le cousin germain d’Arthus Berger de la Villardière, Joseph Gerbollet, succède à son beau-père comme maire de Champier de 1814 à 1825.
Henriette Robert du Gardier est aussi la tante de Victoire Berger de Saint Didier La Villardière (1792-1875) qui a épousé Lucien Jocteur Monrozier. Ce dernier est maire de Châtonnay pendant la Restauration (Châtonnay. À la recherche du temps passé par Jean-Charles Fillon).
Arthus Berger de la Villardière, châtelain de La Frette, est maire de la commune de 1848 à 1852. Il signe les actes d’état civil « Berger Lavillardière ». Il épouse Marie-Anne Caroline Gamon de Monval, fille du baron Gamon de Monval, qui servit Joseph Bonaparte, roi d’Espagne.
Arthus Berger de la Villardière meurt en 1883 après avoir multiplié les dons pour la construction de la nouvelle église de La Frette. Son fils Charles Antoine Armand Berger de la Villardière (1839-1930) a la douleur de perdre sa jeune épouse Jeanne Françoise Dérieux du Passage, décédée en 1872, après la naissance de son fils Antoine Arthus Edouard de la Villardière. M. Armand de la Villardière est maire de La Frette pendant 35 ans, de 1884 à 1919. Il épouse en secondes noces Mlle Marie Elisabeth Hélène Richard de Laprade.
Dans la chapelle de La Frette construite vers 1920, grâce à la générosité de Mlle Lucie Grillat et de M. Armand de le Villardière, on retrouve au bas de chacun des viraux, les armoiries des Berger de la Villardière et de leurs épouses : Robert du Gardier, Gamon de Monval, Dérieux du Passage et Richard de Laprade. L’ampleur exceptionnelle et la grande finesse de la décoration de l'église doivent beaucoup à la générosité de la famille de la Villardière, lors de sa construction.

## Politique et administration

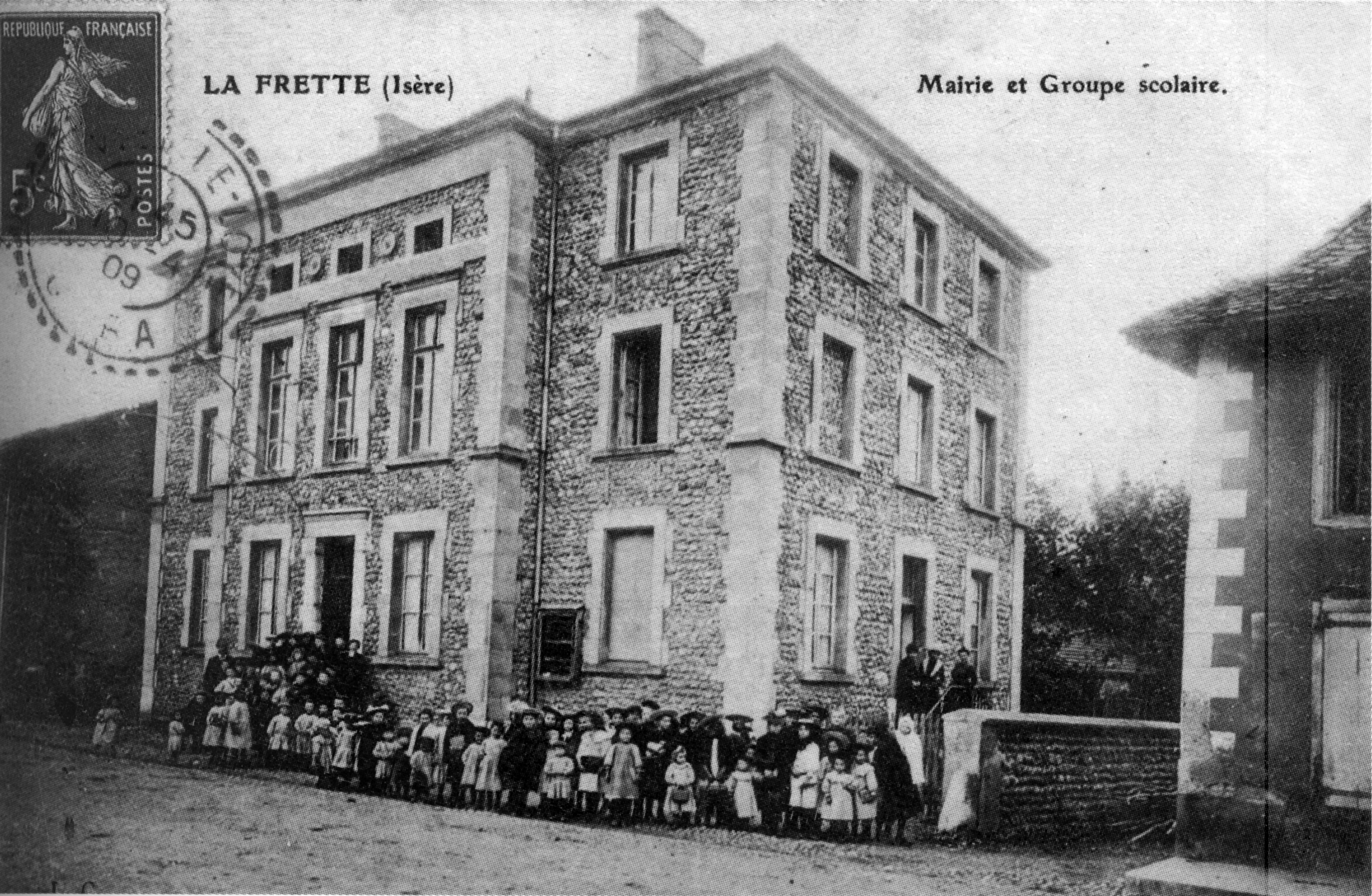
La mairie et le groupe scolaire en 1909.

### Liste des maires
Liste des maires qui se sont succédé depuis 1789 :
- Michel Blaise Douillet, premier maire, de 1789 à 1792.

Il est « fermier général de M. le Marquis de Marcieu » qui possède alors le château de La Frette. L'épouse de Michel Blaise Douillet est Marie-Clémence Picot de la Buissonnière. C'est à Eclose que se trouvait le vieux château fort de la Buissonnière. La famille Picot habite aussi le château de la Beaume toujours à Eclose, et le château de Tournin entre La Tour-du-Pin et Sainte-Blandine. Deux maires de La Tour-du-Pin portent le nom de Picot dans la première moitié du XIXe siècle. Après le 12 nivôse an V, Michel Blaise Douillet et sa famille semblent avoir quitté La Frette car on ne trouve plus aucune mention d'eux dans l'état civil.   
- Jean Bellier, deuxième maire, de 1792 à 1795.

Il est « élu le 16 décembre 1792 pour dresser les actes destinés à constater les naissances, mariages et décès des citoyens ». Son nom et celui de son épouse Anne Jacquier semblent le rattacher à des familles de Saint-Hilaire-de-la-Côte. Mais à sa mort le 13 prairial an 9 (2 juin 1801), il laisse plusieurs fils qui se marient à la Frette.
- Claude Murys, troisième maire, de 1795 à 1799.

Claude Murys appartient à la famille Murys qui, si on en croit une inscription dans le cimetière du village, fut pendant « trois siècles à La Frette » avant de s'éteindre en 1899 avec Alexandre Murys arrière-petit-fils de Claude; Les Murys sont une famille bourgeoise qui a donné des notaires mais surtout des maîtres de poste au village, bien placé sur la route allant de Grenoble à Lyon. La maison Murys aujourd'hui propriété de Mme Irminger était le relais de poste où s'arrêtait la diligence.
Claude Murys, maire, et aussi maître de poste à partir de 1788. Par sa mère, il s'apparente à la célèbre famille Paris de Moirans dont sont issus les quatre frères Paris qui furent banquiers de Louis XV. Mademoiselle de la Villardière disait que l'ancien castel galois (dont une partie subsiste avec la maison de Mme et M. Audouard) avait appartenu aux Paris.
Claude Murys et son épouse Magdeleine Choin reposant dans le cimetière de La Frette, à côté du caveau de la famille de la Villardière. Le lieu-dit la grange de Mury(s) entre La Frette et Saint-Étienne-de-Saint-Geoirs a empêché que le nom de Murys tombe totalement dans l'oubli depuis un siècle.
- François Sillans, quatrième maire, de 1799 à 1800.

Déjà cité en 1798, comme adjoint, François Sillans appartient à une des plus vieilles familles frettoise. Sa mère Marie-Anne Roux d'Armanière (les vieux Frettois disent Dramanière) est la sœur de Marie-Thérèse Roux d'Armanière, épouse Mingaz-Mignot à Bévenais. François Sillans a épousé Antoinette Roudet, cousine de Mathieu Jullien-Viéroz marié en 1788 avec Antoinette Bouvat de La Frette. François Sillans était aussi l'arrièr- arrière-grand-oncle du regretté monsieur Eugène Sillans qui fut conseiller municipal de La Frette pendant 24 ans. Tandis que François Sillans est maire, Sébastien Ginet est adjoint.
- Claude Murys, 3e bis, de 1800 à 1806.
- Louis Joseph Romain, cinquième maire, de 1806 à  1821.

La famille Romain s'apparente aux Murys. Louis Joseph Romain est notaire à La Frette de 1801à 1819. Les Romain ont aussi des attaches à Saint-Étienne-de-Saint-Geoirs, où ils finissent par s'installer ayant acquis le château de Fassion, rebaptisé depuis château Romain (sur la route de Saint-Geoirs). Le fils de Louis Joseph Romain est maire de Saint-Étienne-de-Saint-Geoirs en 1852. À partir de 1820, le maire Romain étant absent c'est son adjoint Benoît Grilliat (ou Grillat) qui signe tous les actes d'état civil.
- François Jacquier-Ferrandière, sixième maire, de 1821 à1848.

Natif de Saint-Hilaire-de-la-Côte, il est notaire à La Frette de 1835 à 1844. Dans l'état civil on voit sa signature devenir de plus en plus tremblée jusqu'à l'été 1847. À partir de là, Joseph Bouvat, son adjoint, le remplace, et c'est lui qui signe l'acte de décès de François Jacquier-Ferrandière le 14 avril 1848.
- Charles Antoine  Arthus Berger Lavillardière, septième maire, de 1848 à 1852.

La famille Berger de La Villardière est originaire de Bizonnes, et tire son nom du hameau de Villardière sur cette commune. Le père d'Arthus de la Villardière a acheté le château de La Frette après la Révolution française. On remarque que le maire signe Berger Lavillardière en omettant la particule. La particule a été rajoutée par la famille après l'achat du château de la Villardiere. Fausse noblesse. À la même époque, le fils de Claude Murys est adjoint et maître de poste.
- Antoine Alexandre Genevey, huitième maire, de 1852 à 1875.

Pendant tout le Second Empire, Antoine Alexandre Genevey est maire. Bonapartiste, il est aussi notaire du village de 1844 à 1880.

Il est issu d’une famille paysanne de La Frette. Mais s’étant retrouvé orphelin très tôt, son oncle l’abbé Joseph Michel Bergeret s’est chargé de son éducation et lui a fait faire des études de droit.
Maître Genevey est maire, lorsque la vieille église est détruite en 1861, et que la nouvelle, que l'on connaît aujourd’hui, est achevée en 1864.
Eugène Jacquier-Ferrandière, fils de François, est adjoint en 1875.
- Alexandre Brosse, neuvième maire, de 1875 à 1776 : il appartient à une vieille famille frettoise. Sur la commune existent les lieux-dits le sommet des Brosses et la ferme des Brosses.
- Alexandre Prudhomme, dixième maire, de 1876 à 1884 : il lance la construction de la mairie et du groupe scolaire actuel.
- Charles Antoine Armand Berger de La Villardière, onzième maire, de 1884 à 1919.

Avec plus de 35 ans de présence à la tête de la commune, c'est lui qui détient le record de longévité comme maire. Il surveille la construction des bâtiments de l'école publique, de la mairie et contribue à l'embellissement de l'église.
- Alexandre Mercier, douzième maire, de 1919 à 1929.
- Pierre Camille Frizon, treizième maire, de 1929 à 1935.
- Séraphin Jules joseph Vivier, quatorzième maire, de 1935 à 1944.
- Alexandre François Porchier, quinzième maire, de 1944 à 1947.
- Fernand Pierre Alexandre  Marmonier, seizième maire, de 1947 à 1959.
- Étienne Philippe Burion, dix-septième maire, de 1959 à 1983.
- François Joseph Auguste Marmonier, dix-huitième maire, de 1983 à 1995.
- Henri Sillans, dix-neuvième maire, de 1995 à 2014
- Monique Chevallier, vingtième maire, élue de 2014 à 2020.
- Bernard Crézé, vingt-et-unième maire, élu en 2020 et en fonction jusqu'à présent.

| Période | Période  | Identité           | Étiquette | Qualité                     |
| ------- | -------- | ------------------ | --------- | --------------------------- |
| 1995    | 2014     | Henri Sillans      |           |                             |
| 2014    | 2020     | Monique Chevallier | SE        | Retraitée de l'enseignement |
| 2020    | En cours | Bernard Crézé      |           |                             |

## Population et société

### Démographie
L'évolution du nombre d'habitants est connue à travers les recensements de la population effectués dans la commune depuis 1793. Pour les communes de moins de 10 000 habitants, une enquête de recensement portant sur toute la population est réalisée tous les cinq ans, les populations de référence des années intermédiaires étant quant à elles estimées par interpolation ou extrapolation. Pour la commune, le premier recensement exhaustif entrant dans le cadre du nouveau dispositif a été réalisé en 2006.

En 2022, la commune comptait 1 092 habitants, en évolution de −1,8 % par rapport à 2016 (Isère : +3,07 %, France hors Mayotte : +2,11 %).
| 1793  | 1800  | 1806  | 1821  | 1831  | 1836  | 1841  | 1846  | 1851  |
| ----- | ----- | ----- | ----- | ----- | ----- | ----- | ----- | ----- |
| 1 145 | 1 276 | 1 145 | 1 334 | 1 464 | 1 510 | 1 469 | 1 444 | 1 447 |

| 1856  | 1861  | 1866  | 1872  | 1876  | 1881  | 1886  | 1891  | 1896  |
| ----- | ----- | ----- | ----- | ----- | ----- | ----- | ----- | ----- |
| 1 334 | 1 253 | 1 240 | 1 250 | 1 240 | 1 200 | 1 206 | 1 162 | 1 112 |

| 1901  | 1906  | 1911  | 1921  | 1926  | 1931  | 1936 | 1946 | 1954 |
| ----- | ----- | ----- | ----- | ----- | ----- | ---- | ---- | ---- |
| 1 172 | 1 164 | 1 190 | 1 061 | 1 052 | 1 029 | 881  | 889  | 782  |

| 1962 | 1968 | 1975 | 1982 | 1990 | 1999 | 2006  | 2011  | 2016  |
| ---- | ---- | ---- | ---- | ---- | ---- | ----- | ----- | ----- |
| 740  | 764  | 729  | 810  | 870  | 822  | 1 012 | 1 102 | 1 112 |

| 2021  | 2022  | - | - | - | - | - | - | - |
| ----- | ----- | - | - | - | - | - | - | - |
| 1 092 | 1 092 | - | - | - | - | - | - | - |

### Enseignement
La commune est rattachée à l'académie de Grenoble et elle gère l’école primaire publique "Arc En Ciel".
La commune est rattachée au secteur du collège Rose Valland situé à St Étienne de St Geoirs qui propose entre autres, une LV2 Allemand dès le 6eme et une section Européenne Italien à partir de la 5eme. 
Elle fait partie du secteur du lycée Hector Berlioz à La Côte St André. Il propose entre autres, en plus des 7 spécialités communes à la plupart des lycées généraux, la spécialité Sciences de l’Ingénieur, une section Européen Anglais, une section Européen Italien, un Bac Français International Anglais-Italien, une préparation "Sciences Po".

### Médias
Historiquement, le quotidien à grand tirage Le Dauphiné libéré consacre, chaque jour, y compris le dimanche, dans son édition du Nord-Isère, un ou plusieurs articles à l'actualité du canton et de la commune, ainsi que des informations sur les éventuelles manifestations locales, les travaux routiers, et autres événements divers à caractère local.
La commune est située sur l'aire de diffusion de radio Ici Isère, une radio publique qui émet sur tout le territoire du département de l'Isère.

## Culture et patrimoine

### Lieux et monuments
- Ancienne Cure, labellisée Patrimoine en Isère[23].
- Église Saint-Ours de La Frette.

### Personnalités liées à la commune
- Paulette Jacquier (1918-1975), résistante française, membre du bataillon des Chambarans.

### Héraldique
|  | La Frette (Isère) possède des armoiries dont l'origine et le blasonnement exact ne sont pas disponibles. |